# Gleb Wladimirowitsch Nossowski
Gleb Wladimirowitsch Nossowski (russisch Глеб Владимирович Носовский; * 26. Januar 1958) ist ein russischer Autor aus dem Bereich der Neuen Chronologie und der wichtigste Mitautor von Anatoli Fomenko.

## Werdegang
Nossowski absolvierte 1981 in Moskau die Hochschule für Elektronik und Mathematik. Er promovierte 1988 an der Universität Moskau. Gleb Nossowski arbeitete an unterschiedlichen Universitäten und Forschungsinstituten.

## Die wissenschaftlichen Interessen
Zurzeit arbeitet Gleb Nossowski als leitender Wissenschaftlicher Mitarbeiter im Laboratorium für Computermethoden in den Natur- und Geisteswissenschaften an der mathematischen Abteilung der Fakultät für Mathematik und Mechanik der Universität Moskau. Er ist ein Experte für mathematische Modellierung, Stochastik und Optimierung.

## Schriften
- Mit A. T. Fomenko, V. V. Kalashnikov: Geometrical and Statistical Methods of Analysis of Star Configurations. Dating Ptolemy's Almagest. CRC-Press, Boca Raton u. a. 1993, ISBN 0-8493-4483-2 (englisch)
- Mit A. T. Fomenko: Novaja chronologija i koncepcija drevnej istorii Rusi, Anglii i Rima. Fakty, statistika, gipotezy. 2 Teile. Uc̆ebno-Nauc̆nyj Centr Dovuzovskogo Obrazovanija, Moskau 1995, ISBN 5-88800-001-9 und ISBN 5-88800-002-7
- Mit A. T. Fomenko: Imperija: Rus', Turcija, Kitaj, Evropa, Egipet; novaja matematičeskaja chronologija drevnosti.  Izdat. Faktorial, Moskau 1996, ISBN 5-88688-010-0
- Mit A. T. Fomenko: Novaja chronologija Rusi. Izdat. Faktorial, Moskau 1998, ISBN 5-88688-017-8
- Mit A. T. Fomenko: Biblejskaja Rusʹ: russko-ordynskaja imperija i Biblija; novaja matematičeskaja chronologija drevnosti. Izdat. Faktorial, Moskau 1998, ISBN 5-88688-025-9
- Mit A. T. Fomenko: Rusʹ-Orda na stranicach biblejskich knig. Anvik, Moskau 1998, ISBN 5-89669-004-5
- Mit A. T. Fomenko: Rekonstrukcija vseobščej istorii: novaja chronologija. Finansovyj Izdat. Dom Delovoj Ėkspress, Moskau 1999, ISBN 5-89644-021-9
- Nonlinear Potentials Construction for Degenerate Hamilton-Jacobi-Bellman Equations in Rd// «Statistics and Control of Random Processes», Vol. 5, Ed. Novikov A.A., Moscow, TVP Publishing House, 1994
- Mit Fomenko A.T., Kalashnikov V.V.: Geometrical and Statistical Methods of Analysis of Star Configurations. Dating Ptolemy's Almagest,— USA: CRC Press, 1993